# Eleanor Rykener

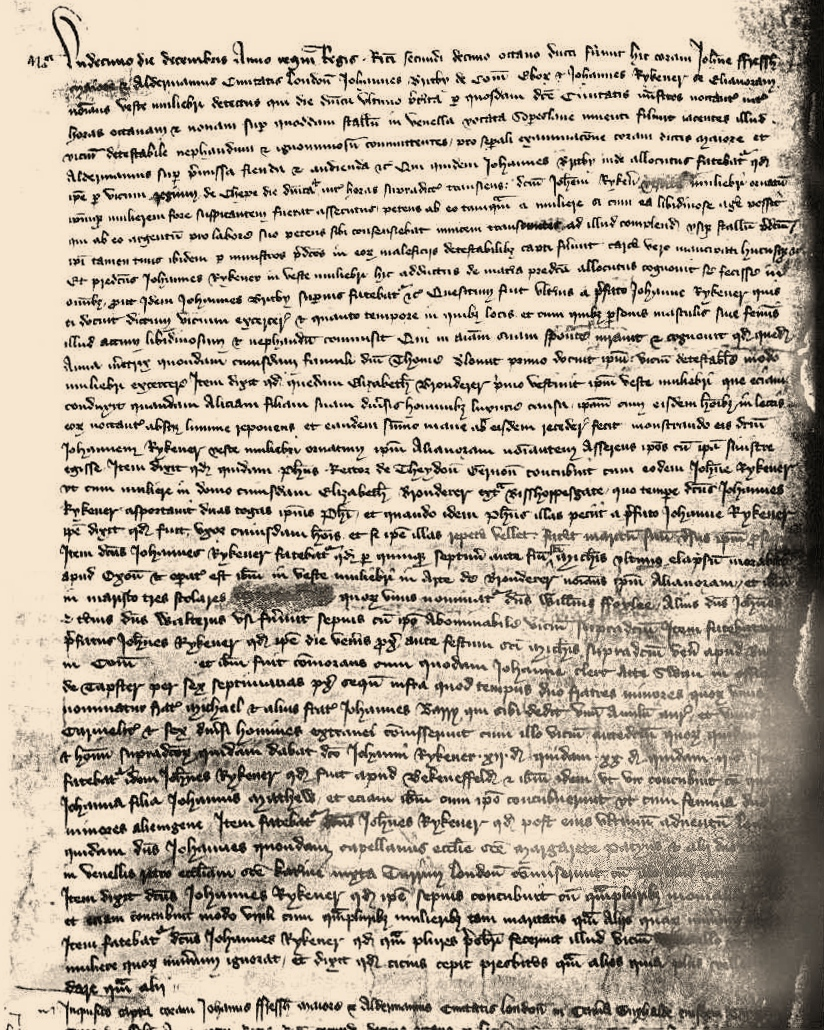
De eerste pagina met de aantekeningen van het verhoor van Eleanor Rykener in The Guildhall, Londen in december 1394 - januari 1395

John Rykener, ook bekend als Eleanor, was een 14e-eeuwse sekswerker actief in Londen.
Rykener werd in december 1394 gearresteerd met John Brittby, voormalig kapelaan van de St. Margaret Pattens-kerk, terwijl zij een seksuele handeling uitvoerden. Tijdens deze handeling droeg Rykener dameskleding en gaf Rykener aan tijdens het verhoor dat volgde op de arrestatie met Eleanor aangesproken te willen worden. Rykener werd ondervraagd over twee misdrijven: prostitutie en sodomie. Prostituees werden in deze periode gewoonlijk niet gearresteerd in Londen. Sodomie was eerder een kerkelijke aangelegenheid dan een zaak van de wereldlijke rechtbank. Vervolging vond dan ook vooral plaats door kerkelijke rechtbanken. Er is geen bewijs dat Rykener voor deze misdaden werd vervolgd.
Rykener maakte kennis met prostitutie door Elizabeth Brouderer, een borduurster uit Londen die Rykener van dameskleding voorzag en wellicht optrad als koppelaarster. Uit de stukken van de eerder genoemde ondervraging blijkt dat Rykener seks had met zowel mannen als vrouwen. Ook geestelijken zoals John Britby zochten Rykener op voor seks. Rykener leefde in de zomer van 1394 in Oxford en werkte daar zowel als sekswerker als handwerker. In Beaconsfield kreeg Rykener een relatie met een vrouw. Via Burford belandde Rykener weer in Londen, waar Rykener naast werk als barkeeper ook nog steeds actief was in sekswerk. Dit werk vond gewoonlijk plaats vlak bij de Tower of London, net buiten de stad.
Tijdens de ontmoeting met Brittby, die in de stad plaatsvond, werd Rykener gearresteerd in dameskleding. Ook tijdens het verhoor van 11 december droeg Rykener deze kleding. In het verhoor werden de seksuele ontmoetingen van Rykener met klanten uitgebreid beschreven, maar er zijn geen documenten over een veroordeling gevonden. Het lijkt er dan ook op dat er geen veroordeling heeft plaatsgevonden. Naast dit verhoor zijn er geen andere stukken over Rykeners leven teruggevonden. Jeremy Goldberg heeft wel gewezen op een John Rykener die werd vastgehouden door en ontsnapte aan de bisschop van Londen in 1399, maar kon – ondanks de ongebruikelijke naam Rykener – niet zeggen of dit om dezelfde persoon gaat en twijfelt zelfs of de gearresteerde sekswerker wel bestond.
Historici gespecialiseerd in de sociale, seksuele en gendergeschiedenis zijn vooral geïnteresseerd in Rykener omdat het verhoor veel vertelt over de manier waarop in de middeleeuwen met gender en seksualiteit werd omgegaan. Goldberg daarentegen beschouwt het verhoor in het licht van het conflict van de stad Londen enerzijds en koning Richard II anderzijds, waarbij hij suggereert dat het verhoor een parodie is en geen daadwerkelijk historische tekst. Ruth Mazo Karras herontdekte de casus in de jaren '90 in de archieven van de City of London. Zij gaf toen aan dat deze tekst uniek was voor Engeland en juist daardoor nog meer relevant voor begrip van Britse omgang met de beschreven geschiedenis. Andere historici zoals James A. Schultz zien in de focus op Eleanor Rykener een afleiding voor meer gangbare verhalen.
Ook buiten de wetenschap is belangstelling voor de figuur van Rykener. Zo komt Rykener voor in historische fictie en is het verhaal op het toneel gebracht. Daarnaast is er ook vanuit de LHBTIQQ+-gemeenschap interesse voor geschiedenis rondom Rykener, door diens gebruik van dameskleding en genderpresentatie evenals diens voorkeur met Eleanor aangesproken te worden.

## Achtergrond
Prostitutie werd in het veertiende-eeuwse Engeland streng gereguleerd. Bordelen waren illegaal binnen de City van Londen. Prostitutie in de engere zin van het woord was niet illegaal, maar niet toegestaan in de stad Londen. Toch werd prostitutie gezien als een noodzakelijk kwaad, een uitlaatklep om slechter gedrag te voorkomen. Thomas Aquinas vergeleek al in de 13e eeuw prostitutie met een riool, dat voorkwam dat vuil op straat bleef liggen. Een ander zedendelict waarvoor mensen vervolgd konden worden was sodomie, wat in de middeleeuwen als elke vorm van seks werd gezien waarbij geen verwekking van nazaten mogelijk was.
Deze vervolgingen werden echter door de kerk ondernomen in haar eigen rechtbanken. Ook vervolgingen van prostitutie zien wij eigenlijk amper terug in de rechtbank. Het probleem in dit verhoor lijkt dan ook niet zo zeer te zijn dat Rykener zich bezig hield met prostitutie en sodomie, maar dat deze bezigheden op de verkeerde plaats plaatsvonden, namelijk binnen de City of London.
In de late 14e eeuw was het dagelijks dragen van rokken en andere traditioneel vrouwelijke kleding door mannen in Londen sociaal evenmin geaccepteerd. Er waren enige uitzonderingen, zoals in het theater of bij specifieke mysteriespelen, maar deze mogelijkheden waren beperkt te dragen, aldus Vern Bullogh. Toch geeft Ruth Evans aan dat Londen unieke mogelijkheden bood op seksueel vlak.
In andere landen bestond eveneens transvestitisme in dezelfde periode, zoals het geval was bij een casus uit Lüberg die in vier verschillende bronnen wordt aangehaald. De hoofdpersoon van dit verhaal kleedde zich 's nachts als vrouw en prostitueerde zich, maar uitte zich overdag als man en trad op als priester. Uiteindelijk herkende een klant de priester als de prostituee die hij 's nachts bezocht. De historicus Goldberg suggereert dat dit verhaal wellicht de vertelling over Eleanor Rykener geïnspireerd heeft en herkent enkele elementen uit beide verhalen, zoals de bemoeienis van de autoriteiten en de connectie tussen priesters en sodomie.

## Levensloop
Aangezien er geen verdere stukken bekend zijn die we met zekerheid aan Rykener kunnen koppelen, is het verhoor na de arrestatie in december 1394 de enige bron voor diens leven. Rykener beschreef aan de rechtbank van de burgemeester uitgebreid diens werkzaamheden en hoe Rykener in de prostitutie was beland. Volgens het transcript van het verhoor was Rykener pas recent teruggekeerd naar Londen na omzwervingen in het zuiden van Engeland.

### In het huis van Elizabeth Brouderer
Tijdens het verhoor bleek hoe Rykener bij Elizabeth Brouderer belandde, een borduurster die Rykener wellicht in de leer had genomen. Na de Zwarte Dood van 1384-1349 was een kwart tot de helft van de Engelse bevolking overleden. Hierdoor was het in de leer gaan en werken als vrouw in de stad gemakkelijker geworden. Soms werd hier misbruik van gemaakt. Een Elizabeth Moring had tien jaar eerder een borduuratelier gerund dat tevens fungeerde als bordeel. Ook Brouderer leerde Rykener hoe zich te prostitueren. Rykener gaf hierover zelf aan:
Hij [Rykener] zei daarnaast dat een zekere Elizabeth Brouderer hem als eerste in dameskleding kleedde; zij bracht ook haar dochter Alice naar verschillende mannen zodat zij hun lust op haar konden botvieren, liet haar naar bed gaan met deze mannen zonder licht, en liet haar vroeg in de morgen vertrekken waarna ze John Rykener, gekleed in dameskleding, aan hen liet zien, hem Eleanor noemde en zei dat zij slecht gedrag hadden vertoond met hem. Hij zei verder dat een zekere Philip, rector van Theydon Garnon, seks met hem had als ware hij een vrouw in Elizabeth Brouderer's huis buiten Bishopsgate, op dat moment nam Rykener twee toga's van hem af en toen Philip deze terug wilde, zei hij dat hij de vrouw was van een zekere man en dat als Philip ze terug wilde, hij zijn man maar moest aanklagen.— Vertaling van het verslag van het verhoor, in te zien in Engels en Latijn in https://sourcebooks.fordham.edu/source/1395rykener.asp

### Omzwervingen en terugkeer naar Londen, midden 1394
In augustus 1394 was Rykener naar Oxford verhuisd en werkte daar eveneens zowel in het handwerk als de prostitutie. In Oxford verbleef Rykener bijna vijf weken en had seks met drie wetenschappers die in het verhoor als 'onwetend' beschreven worden, wellicht doelend op Rykeners gender. Rykener vertrok na deze periode naar een andere plaats in Oxfordshire en beschrijft vervolgens een grote groep klanten, van wie het merendeel geestelijken waren. Dit valt binnen de verwachtingen, omdat borduursel vaak gebruikt werd op de kleding van de geestelijken. Rykener zal dan ook snel in contact zijn gekomen met geestelijken via het handwerk en lijkt zich vervolgens ook als prostituee aan hen aangeboden te hebben. Verrassend is echter dat Rykener in deze periode actief was als barkeeper en niet leek te werken als handwerker. Wellicht is dit te verklaren door het feit dat Rykener actief geestelijken opzocht omdat zij 'meer gaven dan anderen'.
Dat Rykeners klanten hoge bedragen betaalden, komt ook in het verhoor terug. Zo betaalde één klant met een gouden ring en drie verschillende klanten betaalden respectievelijk twaalf pence, twintig pence en twee shilling (24 pence). Dit waren hoge bedragen vergeleken met het dagelijks loon van arbeiders, dat zo rond de 4 à 5 pence lag. Rykener had in deze periode, gekleed als man, ook seksuele gemeenschap met vrouwen. Hiervoor werden echter geen betalingen genoemd in het verhoor.

### Arrestatie
In december 1394 werd Rykener in de avond, tussen 20.00 uur en 21.00 uur gearresteerd. Rykener en John Britby, een man uit Yorkshire, werden gevonden in Cheapside, waar zij op een stalletje bij Soper Lane seks hadden. John Britby gaf aan tijdens het verhoor dat hij geloofde dat Rykener een vrouw was en zelf had verzocht om de gemeenschap. Gedurende het gehele verslag van het verhoor wordt zeer eufemistisch over de gemeenschap gesproken. Dit doet Jeremy Goldberg suggereren dat hier sprake was van anale seks, wat ook zou verklaren dat Britby meende met een vrouw van doen te hebben. Tijdens de seks werden zij door de autoriteiten op heterdaad betrapt en gevangen genomen. Na beiden door burgemeester en wethouders te zijn verhoord, bevestigden zij elkaars verhaal.

## Invloed en identiteit
In het verhoor geeft Rykener aan aangesproken te willen worden met Eleanor. De tekst gebruikt echter structureel de naam John Rykener. Door Rykeners verzoek met Eleanor aangesproken te worden en de dameskleding die Rykener veelal droeg, zien sommigen Rykener als een van de eerste transgender vrouwen. Gebruik van dit woord is echter een anachronisme, omdat woorden om transgenders te beschrijven pas eeuwen later, in de vroegmoderne tijd in zwang kwamen. Het is dus zeer goed mogelijk dat de term transgender niet aansluit op de genderbeleving van Rykener.

### Buiten de wetenschap
Bruce Holsinger publiceerde in 2014 een historisch boek, A Burnable Book, dat zich afspeelt in het Londen van 1385. In dit boek treedt Rykener op als gids van de lezer.
Tijdens het Turku muziekfestival werd in 2011 een poppentheater opgevoerd dat John-Eleanor heette en Rykeners genderidentiteit verder onderzocht. Later werd het stuk opgevoerd in Frankrijk, Italië, het Verenigd Koninkrijk en de Verenigde Staten.